# Abbeylara
Abbeylara (en gaèlic irlandès Mainistir Leathrátha que vol dir "abadia del petit rath") és una vila d'Irlanda, al comtat de Longford, a la província de Leinster. Es troba a uns tres kilòmetres a l'est de Granard en la carretera regional R396.
El seu nom deriva d'un monestir, la gran abadia de Lerha, fundada en 1205 pel magnat Hiberno-Normand Risteárd de Tiúit, per a monjos de l'Orde del Cister. El monestir fou dissolt en 1539, encara que les seves ruïnes es poden veure a l'entrada de la vila. Un antic moviment de terres, el Duncla (gaèlic irlandès Dún-chlaí meaning "fossat fortificat") o Black Pig's Dyke, que corre de sud a est de Lough Gowna a Lough Kinale, passa per la major parròquia civil d'Abbeylara, a un kilòmetre al nord de la vila.
A causa de la seva proximitat a Lough Kinale i Lough Derragh, amb un subministrament abundant de peix (truita, tenca, besuc i esox), Abbeylara atreu pescadors locals i forasters en diverses competicions.
El 20 d'abril de 2000, els Gardaí mataren un home de la localitat, John Carthy, setjat a casa seva.